# 等离子体天体物理学

礁湖星云是一个大型低密度的部分电离的气体的云。

等离子体天体物理学是以等离子体物理学为基础的天体物理学分支。宇宙中绝大部分物质是等离子体，因此等离子体天体物理学的研究范围很广，包括日冕、超新星遗迹、活动星系核、致密星、星际介质等。
在1929年美国物理学家朗缪尔提出等离子体这个概念之前，天体物理学家已经研究过等离子体。1921年米尔恩根据萨哈公式建立了恒星大气理论，1939年丹麦天文学家斯特龙根提出星际介质中存在中性氢区和电离氢区，对星际介质和恒星演化理论起了重要的影响。等离子体天体物理学这个名词是在20世纪60年代末出现的。等离子体天体物理学采用实验室等离子体物理学取得的成果，本身也可以得到对等离子体物理学有意义的新结果。
实验室等离子体物理学通常只涉及小尺度的问题，而等离子体天体物理学涉及的是大尺度的宇宙等离子体系统，往往处于光学厚的状态，与辐射和宇宙线具有很强的相互作用。宇宙等离子体大部分情况下可以认为是均匀、无边界的，在应用理论模型时带来了很大的便利。此外，宇宙等离子体的特征尺度很大，因此磁雷诺数往往很大，具有明显的磁冻结效应，即磁力线如同冻结在流体元上，随流体的运动而一起运动。

## 扩展阅读
1. ↑  . ESO Press Release.   [23 January 2014]. （原始内容存档于2021-03-22）.